# Daniel Roberts
Daniel Roberts, född 13 november 1997, är en amerikansk friidrottare som tävlar i kortdistans och häcklöpning.

## Karriär
Daniel Roberts tog brons på 110 meter häck vid världsmästerskapen i friidrott 2023. Vid OS 2024 tog han silver på 110 meter häck.